# Emmaboda
Emmaboda è una cittadina della Svezia meridionale, capoluogo del comune omonimo, nella contea di Kalmar; nel 2005 aveva una popolazione di 4 968 abitanti su un'area di 5,95 km².